# Лонате Поцоло
Лонате Поцоло (итал. Lonate Pozzolo) је насеље у Италији у округу Варезе, региону Ломбардија.
Према процени из 2011. у насељу је живело 10958 становника. Насеље се налази на надморској висини од 203 м.

## Становништво
Према резултатима пописа становништва 2011. у општини је живело 11.748 становника.
| 1936. | 1951. | 1961. | 1971. | 1981.  | 1991.  | 2001.  | 2011.  |
| ----- | ----- | ----- | ----- | ------ | ------ | ------ | ------ |
| 5.754 | 6.453 | 8.073 | 9.681 | 10.967 | 10.870 | 11.480 | 11.748 |

## Партнерски градови
- Чиро Марина
- Сан Рафел